# أرتوفا
أرتوفا هي مدينة ومقاطعة من مقاطعة توكات في منطقة البحر الأسود في تركيا. تقع 31 كيلومتر (19 ميل) جنوب غرب توكات. يربط خط سكة حديد عبر أرتوفا المدينة في الشمال بسامسون وفي الجنوب الغربي مع سيفاس. رئيس بلدية المدينة الحالي هو لوتفو يالتشين.